# Allium protensum
Allium protensum — вид рослин з родини амарилісових (Amaryllidaceae); поширений у Казахстані, Киргизстані, Узбекистані, Афганістані, Таджикистані.

## Опис
Квіткова головка велика, рідко коли менша 15 см. Квітки зірчасті, незвичайного блідо-коричневого кольору. Кожна пелюстка має центральну зелену смужку, всередині й зовні. Квітконоси значно різняться за довжиною. Після запилення вони витягуються. Вид ботанічно близький до Allium schubertii. 

## Поширення
Поширений у Казахстані, Киргизстані, Узбекистані, Афганістані, Таджикистані.